# 1233年
| 千纪： | 2千纪 |
| 世纪： | 12世纪 \| 13世纪 \| 14世纪                                                                                         |
| 年代： | 1200年代 \| 1210年代 \| 1220年代 \| 1230年代 \| 1240年代 \| 1250年代 \| 1260年代                                   |
| 年份： | 1228年 \| 1229年 \| 1230年 \| 1231年 \| 1232年 \| 1233年 \| 1234年 \| 1235年 \| 1236年 \| 1237年 \| 1238年         |
| 纪年： | 癸巳年（蛇年）；金天兴二年；南宋绍定六年；蒲鲜万奴大同十年；大理仁壽七年；越南天應政平二年；日本貞永二年，天福元年 |

## 大事记
- 南宋權相史彌遠病死，宋理宗親政改元「端平」，開始端平更化，但史彌遠之侄史嵩之仍居高位掌權。
- 蒙古向南宋提倡「聯蒙滅金」的條文，南宋遂與蒙古結成盟友。
- 金哀宗在開封被蒙古軍圍困的情況下，逃出開封，遷都歸德府（河南省商丘市）。
- 窩闊台派皇子貴由率領左翼蒙古軍征討蒲鮮萬奴，東夏從此滅亡，不再是獨立國家，但其後蒙古仍任命蒲鮮萬奴子孫鎮守原地，為其藩屬國。

## 逝世
- 史彌遠，南宋中期宰相，宋孝宗時宰相史浩之子。